# ハイドロエレクトリカ駅
ハイドロエレクトリカ駅  (スペイン語: Estación Hidroeléctrica) はペルー鉄道が運営するペルー南部鉄道南東支線の駅。クスコのサン・ペドロ駅とはマチュピチュを挟んで反対側にあり、この駅もマチュピチュ観光の基点駅となっている。同駅からマチュピチュまでは45分と比較的短く、乗客もバックパッカーが比較的多い。。1998年に当駅より先キラバンバ方面が土砂崩れで罹災、休止となっている。また、観光列車は一つ手前のアグアス・カリエンテス駅迄の運行で、当駅発着の列車は普通列車のみとなっている。